# HD 131664
HD 131664 és una estrella tipus G de magnitud aparent 8 en la seqüència principal situada a aproximadament 181 anys llum a la constel·lació de l'Au del Paradís. El 26 d'octubre del 2008 hi va ser descoberta una nana marró que té una massa d'almenys 18,15 vegades la de Júpiter i que té una òrbita excèntrica i de molta duració.
| Companya (per ordre des de l'estrella) | Massa            | Semieix major (ua) | Període orbital (dies) | Excentricitat | Inclinació | Radi |
| -------------------------------------- | ---------------- | ------------------ | ---------------------- | ------------- | ---------- | ---- |
| b                                      | >18.15 ± 0.35 MJ | 3.17 ± 0.03        | 1951 ± 41              | 0.638 ± 0.02  | —          | —    |